# Martin Anfält
Martin Anfält, född den 12 april 1865 i Bräkne-Hoby församling, död den 6 maj 1961 i Hagfors, var en svensk författare och banktjänsteman.

## Biografi
Efter studentexamen avlade Anfält flera akademiska examina och tjänstgjorde åren 1892-1904 som pastorsadjunkt och vice pastor. Han blev därefter bankkamrer. 
Han utgav fyra diktsamlingar med varierande motiv inte minst från hembygden och dikterna utmärker sig även genom sina personporträtt.